# Troilo

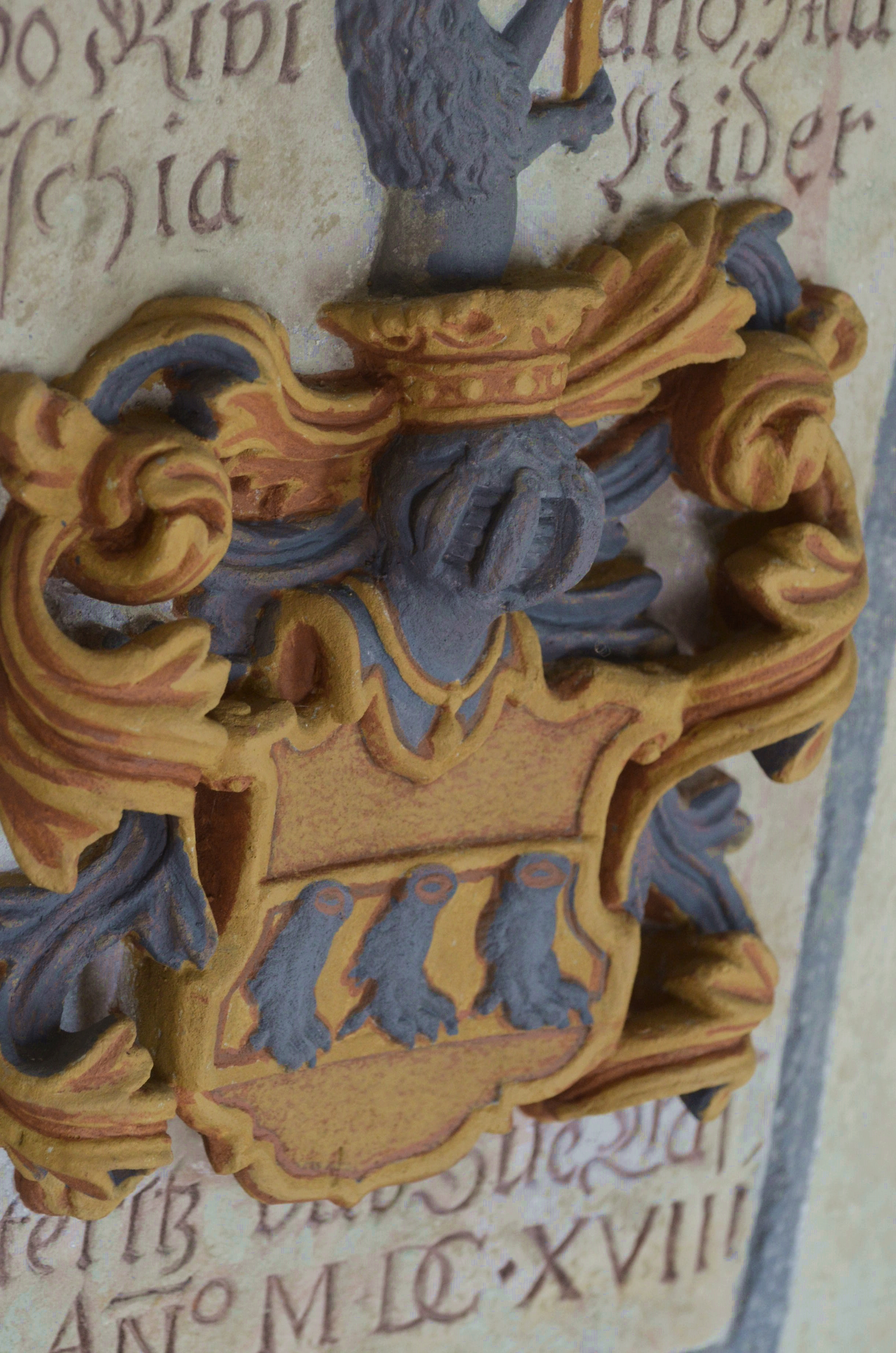
Kartusz herbowy Troilo z loży kolatorskiej w kościele w Lasocicach

Trolio (także Troylo lub Troulo, łac. Troilus) – szlachecka rodzina pochodząca z Tyrolu. W ostatniej tercji XVI w. Johann Franz von Troilo przeniósł się na Śląsk, a dokładniej do Księstwa wrocławskiego i nyskiego (Lasocice). Ponieważ na przestrzeni lat na Śląsk przybywali inni szlachcice z katolickiego Tyrolu, mogło to wynikać z faktu, że zarówno wrocławska kapituła katedralna, jak i ówcześni władcy czescy chcieli promować powrót klasy rządzącej do wiary katolickiej. Kuria Wrocławska dążyła do systematycznej rekatolicyzacji duchowego Księstwa nyskiego i jego ziemiaństwa.

## Początek
Ród Troilo pochodził pierwotnie z Rovereto, które po upadku panowania weneckiego w 1509 roku przypadło cesarzowi Maksymilianowi I, a następnie znalazło się w granicach hrabstwa Tyrolu. Pierwszy „Troulo”, nobilitowany w 1557 r., uzyskał w 1563 r. obywatelstwo Bolzano, gdzie już rok później rodzina posiadała kamienicę „Troyburg” przy Silbergasse (obecna Casa Troilo przy via degli Argentieri w Bolzano). Ta gałąź rodu prawdopodobnie wymarła w XVII wieku.
Jeszcze przed 1572 r. Johann Franz von Troilo wyemigrował z nieznanego powodu na Śląsk. Na Śląsku mieszkał i pracował najpierw we Wrocławiu, gdzie szybko doszedł do władzy i zyskał poparcie zarówno cesarza, jak i ówczesnego biskupa wrocławskiego Andreasa von Jerina. W 1591 r. Johann Franz nabył majątek Lassoth (obecne Lasocice, gmina Łambinowice) wraz z majątkiem Jeutritz (obecnie Jutrocice, część wsi Piątkowice) w biskupim Księstwie nyskim. Około 1594 roku Johann Franz von Troilo wybudował w Lassoth dwór. Następnie rozbudował tutejszy średniowieczny kościół św. Franciszka i kazał go odnowić. Bogato zdobiona ambona, loża kolatorska i dzwon pojawiły się w 1596 roku. Johann Franz von Troilo i jego potomkowie należeli do najbardziej wpływowych rodzin we Wrocławiu i Księstwie Nysy. On i jego żona Catharina (również Katharina) zostali pochowani w kościele Lassoth (Lasocice).

## Potomkowie Johanna Franza von Troilo i Cathariny von Freund
W 1572 roku Johann Franz von Troilo ożenił się z Katarzyną von Freund z Polen Weistritz (obecnie Bystrzyca Dolna) w Księstwie świdnickim. Ich dziećmi byli:
1. Helena von Troilo (1573 – 1631) wyszła za mąż za patrycjusza wrocławskiego Christopha von Poleya (1561–1637), który w 1612 r., mając około 25 lat, został radnym wrocławskim. W 1607 r. Helena ofiarowała cenny kielich z herbem sojuszniczym rodów Troilo i Poley oraz napisem „Helena Polein geborne Troylin von Lest”. Kielich trafił później do Germanisches Nationalmuseum w Norymberdze.
2. Katarzyna z Troilo (ok. 1575 – po 1619). Wyszła za mąż za owdowiałego Johanna Matthäusa Wacker von Wackenfels w Nysie w 1595 roku, córka (?): Emilia-Catharina von Sprinzenstein z domu Wacker von Wackenfels (* ~1605–1686). Jej córka Maria-Emilia-Catharina z domu von Sprinzenstein und Neuhaus (* ~1635, † 1686 w Lassoth) wyszła za mąż za hrabiego Joachima Enzmilnera (1600–1678) w 1661 roku.
3. Nicolaus von Troilo(inne języki) (1582 – 1640)[4], radca cesarski, kanonik rezydent we Wrocławiu, uważany za najznakomitszego członka rodu Troilo[5][6][7], zwany „wielkim Troilo”[8][9].
4. Franz Gottfried von Troilo (* ok. 1583 – ok. 1648)[10]. Wraz z bratem Nicolausem w 1597 r. został zapisany do praskiego Clementinum. W 1605 uczęszczał kolejno na uniwersytety w Sienie i Padwie. Cesarz Matthias (Maciej) mianował go członkiem Rady Cesarskiej. W 1617 roku Franz Gottfried został przyjęty do grona czeskiej szlachty. Był żonaty z Ursulą Juliane von Strachwitz. Zyskał rozgłos jako kolekcjoner i znawca znakomitych rękopisów. Najcenniejszym rękopisem w jego zbiorach był „Kodeks św. Jadwigi” (zwany „Kodeksem lubińskim”) z 1353 r. Rękopis znajduje się obecnie w Muzeum J. Paula Getty’ego[11].
5. Franz Friedrich von Troilo[12], właściciel Lassoth, Nieder-Jeutritz i Steinsdorf (Gierałcic) w Księstwie nyskim[13]. Pozostawił po sobie kilku potomków. Żonaty z nieznaną z imienia panią von Pertock; później ponownie ożenił się z panią von Köller[14]. Dzieci Franza Friedricha:
  1. Franz Nicolaus Troilo von Rovoredo († po 1670), ⚭ N. N von Reideburg.
  2. Franz Ferdinand von Troilo (ok. 1635 – 4 czerwca 1704 w Stolpen)[15], często (najpewniej błędnie) podawany jako syn Franza Gottfrieda[16][17]; kawaler Grobu Świętego, podróżnik do Palestyny, autor rozległego opisu z orientalnej podróży[18]. ⚭ 11 listopada 1678 Hedwig Sophia von Polenz (* 1659 – 20 marca 1678 w Stolpen). Dzieci:
    1. Franz Christian Troilo z Rovoredo (* około 1678 r.).
    2. Franz Ferdinand Troilo von Rovoredo, zmarł w 1707 roku w Dreźnie jako chorąży w pułku piechoty generała sierżanta Wostromirskiego.

  3. Franz Gottfried Troilo von Rovoredo (* około 1635, † po 1670) ⚭ Anna von Strachwitz. Dzieci:
    1. Franz Gottfried von Troilo, właściciel Lassoth, Karlowitz i Glasendorf (* około 1690 1735) ⚭ 1) przed 1706 z Theresią Noble von Maubeuge i 2) z Marią Franziską von Schoberg († 1744). Dzieci z drugiego małżeństwa:
      1. Franz Nikolaus von Troilo (* 7 października 1715 w Lassoth, † 2 października 1796). Po studiach w nyskim Carolinum i na Uniwersytecie Wrocławskim otrzymał tonsurę 29 sierpnia 1734 z rąk księcia-biskupa wrocławskiego Philippa Ludwiga von Sinzendorf. Studiował w Rzymie, gdzie był alumnem Germanicum. Po święceniach kapłańskich 10 sierpnia 1738 r. został proboszczem w Riemersheide (Rusocin)[19].

## Własności
1. We Wrocławiu: dom na Neumarkt (dzisiejszy plac Nowy Targ)
2. W Księstwie nyskim: Lassoth (Lasocice), Jeutritz (Jutrocice, cz. wsi Piatkowice)[20] i Jungferndorf (Kobylá nad Vidnavkou).
3. W Księstwie nyskim majątki spokrewnionej z Troilo rodziny Freund: Steinsdorf (Ścinawa Nyska), Markersdorf (Markowice) i Giersdorf (Gierałcice).

## Więcej informacji
- https://wroclaw.wyborcza.pl/wroclaw/7,35771,23020670,slawny-obraz-zostal-uratowany-z-pozogi-wojny-wkrotce-wroci.html
- https://wroclaw.wyborcza.pl/wroclaw/7,35771,20481665,skarb-we-wroclawskiej-katedrze-cud-ze-sie-znalazl.html
- Norbert Conrads: Der Aufstieg der Familie Troilo. Zum kulturellen Profil des katholischen Adels in Schlesien zwischen Späthumanismus und Gegenreformation. In: Jörg Deventer, Susanne Rau, Anne Conrad (Hrsg.): Zeitenwenden – Herrschaft, Selbstbehauptung und Integration zwischen Reformation und Liberalismus, Festgabe für Arno Herzig, Lit-Verlag, Münster, Hamburg, Berlin, Wien, London, Zürich, 2006, ISBN 3-8258-6140-6.
- Leopold von Zedlitz-Neukirch, Neues Preussisches Adels-Lexicon, Band 4.
- https://bibliotekacyfrowa.pl/dlibra/publication/94978/edition/89471
- E. Houszka, Bartholomaeus Strobel i „Wrocławska Europa”, [w:] „Spotkania z zabytkami”, 2016.
- Dwór Troilo w Lasocicach